# Janssen Biotech
Janssen Biotech Inc ist ein US-amerikanisches Biotechnologie-Unternehmen, das 1979 als Centocor Ortho Biotech Inc. in Philadelphia gegründet wurde. Centocor gehört seit 1999 zu Johnson & Johnson und wurde 2011 umbenannt. Seinen Hauptsitz hat Janssen Biotech in Horsham, Pennsylvania.
Ursprünglich wurde Centocor gegründet, um monoklonale Antikörper zu diagnostischen Zwecken zu entwickeln. So entwickelte Centocor 1982 einen Test zur Diagnose des Rabies-Virus. 1998 brachte Centocor das Medikament Remicade (Infliximab) zur Marktreife, ein häufig angewendeter monoklonalen Antikörper für Morbus Crohn. Remicade wird heute auch zur Therapie von rheumatoider Arthritis, Psoriasis und in anderen Indikationen angewendet.
2005 folgte das Liposom Doxil (Doxorubicin) sowie der Thrombozytenaggregationshemmer ReoPro (Abciximab). 2007 wurden mit Stelara der humane monoklonale Antikörper (Ustekinumab) zur Behandlung von Psoriasis sowie Simponi (Golimumab) zur Behandlung von rheumatisch-entzündlichen Erkrankungen und chronisch-entzündlicher Darmerkrankungen zugelassen. 2011 kam Zytiga (Abirateron) zur Hormontherapie auf den Markt. Im gleichen Jahr änderte Centocor Ortho Biotech Inc. seinen Namen in Janssen Biotech Inc. 